# Maral Yazarloo-Pattrick
Maral Yazarloo-Pattrick (nascuda Maral Yazarloo; Kelarabad, 18 de novembre de 1981) és una recordwoman mundial de motociclisme, dissenyadora de moda, artista, professional de màrqueting, oradora motivadora i defensora dels drets de les dones d'origen iranià.

## Primers anys i educació
Maral Yazarloo-Pattrick va néixer a Kelarabad, una ciutat situada al nord de l'Iran. Va créixer i va rebre la seva educació a l'Iran. Es va assegurar un grau en desenvolupament empresarial (BBD) a la Universitat Kar a Teheran. El 2004 es va traslladar a l'Índia per cursar el màster en Administració d'Empreses (MBA) i doctorar-se en màrqueting per la Universitat de Pune.

## Carrera corporativa
Maral Yazarloo-Pattrick va començar la seva carrera empresarial a l'empresa immobiliària amb seu a l'Índia 'Panchshil' en 2006 i va servir com a cap de vendes i màrqueting durant 11 anys fins a març de 2017.

## Dissenyadora de moda i art
Maral Yazarloo-Pattrick va estudiar disseny de moda a Milà i va posar en marxa la seva marca de moda ‘House of Maral Yazarloo’ en 2012. Va debutar com a dissenyadora de moda en un espectacle a París i també va presentar les seves col·leccions de moda a Roma, Londres, Índia i Dubai. Maral també ha presentat el seu art ceràmic i les seves pintures en cinc exposicions a l'Iran i l'Índia. La seva botiga insignia i tallerde disseny estan situats a Pune, Índia.

## Motociclisme
El 2018 Maral Yazarloo-Pattrick manté el rècord de milles més altes en una súper moto per a les dames, amb més de 250.000 km. Els seus èxits en el món de la moto li han atorgat el títol de "Reina de Superbikes de l'Índia".
La seva primera moto va ser una Harley Davidson 48 i després una Harley Nightrod Special. És la primera Dama de Harley que participa en la majoria de les carreres a l'Índia i arreu del món, i és la que ha recorregut més kilòmetres en el termini de 5 anys.
És la primera dama propietària de motos Ducati & BMW GS a l'Índia, és dirigent del HOG (Harley Owners Group) (2015) i vicepresidenta del Club Ducati (2016). També ha posat en marxa el grup de motoristes Ladies of Harley i és la fundadora del primer Club Super Bike Femení ‘Lady Riders of India’.

## Carrera de Motos Mundial en Solitari - 'Ride To Be One'
En març de 2017 Maral Yazarloo-Pattrick va començar una carrera mundial de moto en solidari al voltant dels set continents (Àsia, Austràlia, Amèrica del Nord, Amèrica del Sud, Antàrtida, Àfrica i Europa) sense equip ni suport tècnic.
La carrera va començar a l'Índia i durant 18 mesos consecutius, Maral va cobrir 64 països i va travessar uns 110,000 km. Aquest viatge en solitari era pensat per trencar estereotips i crear un rècord mundial per a motoristes femenines a Àsia i Orient Mitjà.
Actualment Maral fa campanya perquè les dones iranianes puguin obtenir permisos de conduir i llicència per montar motos. També advoca per la conscienciació contra la violació i la violència domèstica contra les dones.

## Influència
Maral Yazarloo-Pattrick ha estat un ponent en fòrums de la indústria, com el Retail Forum a Las Vegas, LFS (Luxury, Fashion & Style) Conclave a l'Índia i l'ADL Milà. També ha estat una oradora motivadora en fòrums que inclouen TEDx SIUKirkee Pune, Virginia Commonwealth University de Qatar i Symbiosis International University.
Pel febrer de 2017 Maral Yazarloo-Pattrick va rebre el premi ‘Pune’s Most Powerful' de Femina Magazine, Índia.
El setembre de 2017 l'estació de ràdio KIRN als Estats Units va emetre una entrevista amb Maral sobre el seu recorregut amb moto pel món. El juliol de 2018, BBC News va emetre una entrevista amb Maral sobre les dones iranianes. Més tard, aquest any, la BBC News va anunciar com una de les seves 100 dones inspiradores i influents d'arreu del món per a 2018.

## Vida personal
Maral Yazarloo-Pattrick viu a Pune a l'Índia des de 2004 i ha viatjat a molts països arreu del món. Es va casar amb Alexander William Pattrick l'octubre de 2017 a Machu Picchu al Perú, durant el seu recorregut mundial en moto. Durant els últims sis mesos de viatge, estava embarassada. La seva filla, Nafas Elizabeth Pattrick, va néixer el novembre de 2018. Actualment, Maral Yazarloo-Pattrick resideix a Nova Delhi a l'Índia.